# خلاويص (فلم)

## قصة
أثناء قيام الطفل (علي حسن) باللعب في المنزل مع جده خلاويص، يتم إلقاء القبض عليه نتيجة تشابه اسمه مع اسم أحد الجناة، وعندما يعلم أبوه بذلك يسعى جاهدًا لتوضيح الحقيقة، وتساعده في ذلك محامية شابة، في حين يلعب أحد الإعلاميين دور غريب يريد من خلاله إثبات أن الطفل هو المتهم الحقيقي، ويبدو أن الجاني الحقيقي له علاقة بأحد المسؤولين الكبار في الدولة، كل ذلك في إطار كوميدي.

## فريق العمل

### بطولة
| - أحمد عيد:حسن - أيتن عامر:سلمى - أحمد فؤاد سليم:توفيق - طارق عبد العزيز: المذيع أمجد | - محمد حاتم: طارق - محسن منصور: طلبة مسجون - سامي مغاوري:لواء بالسجن - محمد حسني:حسين ضابط بالسجن | - أحلام الجريتلي: ام حسن - محمد ريحان: والد حسن - حمادة بركات:ضابط شرطة - محمد فاروق شيبا:كيمو | - إسماعيل فرغلي:ضابط شرطة - أحمد الحلواني:ابط شرطة - آدم وهدان (الطفل علي حسن) |

ضيوف الشرف
| - ياسر علي ماهر - ماهر سليم:القاضي - حمدي الرايق - ليليان شارل - امل عيد | - زينب عبد الوهاب - سامر المنياوي:صاحب الكشك - أحمد الحسيني - أحمد العشري - حازم فؤاد:أمين شرطة | - محمد فهيم - سيد كمال - ايهاب مالك - عماد غراب | - علي حسين - محمد طه - عبد اللطيف ترمس - محمد صابر |

### إداريون
- تأليف: فيصل عبد الصمد: مؤلف - لؤي السيد: مؤلف
- إخراج: خالد الحلفاوي: مخرج
- تصوير: علي عادل: مدير التصوير
- مونتاج: عمرو عاصم: مونتاچ الفيلم
- صوت: رحيم سامح: تصميم الصوت و الكساج
- توزيع: العربية للسينما (الشركة العربية للإنتاج والتوزيع السينمائي)
- ملابس: غادة وفيق- رفعت عبد الحكيم: منفذ ملابس
- موسيقى: محمد مدحت: موسيقى تصويرية
- ديكور: هند حيدر

## وصلات خارجية
- مقالات تستعمل روابط فنية بلا صلة مع ويكي بيانات